# 178 Belisana
178 Belisana jer kameni asteroid glavnog pojasa.
Asteroid je 6. studenog 1877. iz Pule otkrio Johann Palisa i imenovao ga po Belisami, božici iz keltske mitologije.
… | 177 Irma | 178 Belisana | 179 Klytaemnestra | …